# Parbig
Il Parbig (in russo Парбиг?) è un fiume della Russia, nella Siberia occidentale. Alla confluenza con il fiume Bakčar, forma il fiume Čaia (un affluente dell'Ob'). Scorre nel Bakčarskij rajon e nel  Čainskij dell'Oblast' di Tomsk. 

## Descrizione
Il Parbig scende dalla Pianura di Vasjugan e alla confluenza con il fiume Bakčar, all'altezza del villaggio di Ust'-Bakčar (Усть-Бакчар), dà origine alla Čaia. Scorre in direzione nord-est. La sua lunghezza è di 320 km. L'area del bacino è di 9 180 km². La portata media annua del fiume, all'altezza dell'insediamento di Veseloe (Веселое), è di 28,85 m³/s. Lungo il corso del fiume si trova l'omonimo villaggio di Parbig.
Suo principale affluente, da destra, è il'Andarma (Андарма), lungo 232 km.